# Anthony Reid
Pour les articles homonymes, voir Anthony Reid (pilote) et Reid.
Anthony Reid, né le 19 juin 1939 à Wellington (Nouvelle-Zélande) et mort le 8 juin 2025 à Canberra, est un historien néo-zélandais et australien. 

## Biographie
Anthony John Stanhope Reid effectue ses études à l’université Victoria de Wellington en Nouvelle-Zélande et obtient son diplôme de doctorat de l'université de Cambridge.
Anthony Reid est un pionnier de la recherche historique de l’Asie du Sud-Est. Il s’intéresse aux éléments de la vie quotidienne, comme l'alimentation, le mariage, les cérémonies et les divertissements, qui ont été peu étudiés jusque-là. Il crée une nouvelle histoire de la région en les étudiant de manière systématique. Il fait partie du comité de rédaction de la revue Vostok / Oriens.

## Publications
- (en) Indonesian National Revolution 1945-1950, Hawthorn (Australie), Longman, 1974  (ISBN 0-582-71046-4)
- (en-US) Southeast Asia in the Age of Commerce, 1450-1680 : Volume 1. The Lands Below the Winds, Volume 2. Expansion and Crisis, New Haven, Yale University Press, c. 1988-1993  (ISBN 0-300-04750-9)
- (en-US) Charting the Shape of Early Modern Southeast Asia, Seattle, University of Washington Press, 2000  (ISBN 974-7551-06-3)
- (en-US) Verandah of Violence : The Background to the Aceh Problem, Singapour, Singapore University Press ; Seattle, University of Washington Press, 2006  (ISBN 0-295-98633-6)

## Distinction
- Prix de la culture asiatique de Fukuoka